# Arlindo Daibert
Arlindo Daibert Amaral (Juiz de Fora, 1952 - São Paulo, 1993) foi um desenhista e ilustrista brasileiro.
Formou-se em Letras pela Universidade Federal de Juiz de Fora, a despeito de sempre ter tido como paixão o desenho, pelo que recebeu à época diversos prêmios.
Foi no IV Salão de Verão no MAM, no Rio de Janeiro, em 1972, que fez seu debut com a apresentação ao grande público de suas ilustrações e desenhos, muitos dos quais baseados no então reinante regionalismo brasileiro. Guimarães Rosa foi seu parceiro e inspirador e "Grande Sertão: Veredas" jogou-o no realismo fantástico do regional-tropicalismo que permeia seus desenhos e ilustrações.
Apresentado hoje em diversas edições distintas, e reproduções, tem em seus desenhos originais seu maior valor. São 51 desenhos definitivos e diversos estudos (além de xilogravuras). Depois disso, o ilustrador e artista participou das obras "Macunaíma" (de Mário de Andrade), e "Alice no País das Maravilhas" (de Lewis Carrol). Foram as ilustrações de Daibert que levaram o diretor Tim Burton a utilizar as cores de seu filme de 2010.
Tornou-se principal suporte e expoente do Salão de Arte Moderna do MEC, exposições coletivas nas galerias do IBEU, Galeria Real, e na exposição 50 Anos de Desenho Brasileiro, organizada pelo colecionador Gilberto Chateaubriand.
O prêmio Ambassade de France de 1974 deram ao artista peso internacional como um ilustrista contemporâneo, passando seus desenhos a serem objeto de coleção na Europa. Desde então, diversos leilões têm trazido suas obras, com preços crescentes e interesse renovado em uma forma de arte entendida apenas por alguns estudiosos, o desenho (em oposição à pintura).
Com o apoio de alguns mecenas daquela cidade, em 1975 viaja para Paris e estuda técnica de gravura no atelier Calevaert-Brun, aprimorando sua técnica mas sagrando-se na original mélange de inspiração eminentemente urbana e brasileira com a violência de sua inserção no disputado mercado internacional de arte. A leveza do traço e alegria que continuaram a permear a obra consolidaram-se a partir de 1977 nas exposições do MAM/ RJ, Panorama do Desenho e Gravura no MAM/SP, Galeria Entreartes, São Paulo, Paris: Images/ messages d’Amérique Latine e individual em Brasília. Dessas obras obtém os prêmios “Melhor Desenhista” da APCD; “Prêmio Viagem ao Estrangeiro” no III Salão de Artes Plásticas, representa o Brasil na XV Bienal Internacional de São Paulo; R. J. Participou do Panorama do Desenho e a Gravura no MAM/SP; II Bienal Ibero Americana Cidade do México, Bienal de Cali, na Colômbia, e, publica na obra Drei Milliarden Perverse, R Winkler Verlag, 1980.
Voltando à cena europeia, agora já com o prestígio de obras não só expostas mas amplamente aceitas e leiloadas por somas vultosas, vai a Roma em 1981 como grande trunfo da delegação Latino Americana, voltando diretamente para o Uruguai onde arrebata o o “Prêmio de Aquisição” da Bienal de Maldonado no Uruguai; “Contempory Brasilian Engravings and Drawings” em Tel Aviv, Israel; Do Moderno ao Contemporâneo no MAM/ RJ e Fundação Calouste Gulbenbian, Lisboa.
Recentes leilões que incluíram as obras de Arlindo Diabert apresentaram um crescimento importante do valor arrecadado e despertaram o interesse de coleções italianas e francesas. Atualmente, desenhos individuais de Arlindo Daibert têm sido leiloados ou vendidos por aproximadamente quinze mil dólares.